# Región de Mahaica-Berbice
Mahaica-Berbice (región 5) es una región de Guyana de 4.190 km², que limita con el Océano Atlántico al norte, con la región de Berbice Oriental-Corentyne al este, con la región de Alto Demerara-Berbice al sur y con la región de Demerara-Mahaica al oeste.    Contiene las ciudades de Rosignol, Fort Washington, Mahaicony y Helena. El río  Mahaica se encuentra a lo largo de la frontera occidental de la región. El río  Berbice es la frontera del este. Los ríos  Mahaicony y de Abary la recorren del sur al norte.

## Población
Según censo 2002 tenía una población de 52.428 habitantes, estimándose al año 2010 una población de 54.288 habitantes.
- 1980: 53,898
- 1991: 51,280
- 2002: 52,428

## Subdivisión territorial
Comprende diez consejos vecinales democráticos (en inglés: Neighbourhood Democratic Councils - NDC) y dos áreas no clasificadas.
| Tipo de subdivisión         | Nombre                            | Código estadístico | Localidad sede             |
| --------------------------- | --------------------------------- | ------------------ | -------------------------- |
| Consejo vecinal democrático | Gelderland/N.º 3                  | 501                | No. 2 Settlement Blairmont |
| Consejo vecinal democrático | Rosignol/Zeelust                  | 502                | Rosignol                   |
| Consejo vecinal democrático | Bel Air/Woodlands                 | 503                | No. 8                      |
| Consejo vecinal democrático | Woodley Park/Bath                 | 504                | Woodley Park               |
| Consejo vecinal democrático | Naarstigheid/Union                | 505                | Bush Lot                   |
| Consejo vecinal democrático | Tempe/Seafield                    | 506                | Litchfeild Village         |
| Consejo vecinal democrático | Rising Sun/Profit                 | 507                | Belladrum                  |
| Consejo vecinal democrático | Abary/Mahaicony                   | 508                | Dundee                     |
| Consejo vecinal democrático | Chance/Hamlet                     | 509                | Perth Village              |
| Consejo vecinal democrático | Farm/Woodlands                    | 510                | Zeskenderen                |
| Área no clasificada         | Ribera occidental del río Berbice | 511                | -                          |
| Área no clasificada         | St. Francis Mission               | 512                | -                          |